# Casa Buonarroti
Pour les articles homonymes, voir Buonarroti.
La Casa Buonarroti est un musée de Florence, consacré à Michel-Ange et situé dans le palazzo de la famille Buonarroti, à l'angle de la Via Ghibellina et de la Via Buonarroti.

## Histoire
Ce n'est pas la maison natale de Michelangelo Buonarroti, né à Caprese dans la province d'Arezzo, mais une maison de famille qu'il a habitée. Le  palais fut édifié vers 1546-1553 à l'initiative de Leonardo Buonarroti, puis agrandi par Michelangelo Buonarroti le Jeune (petit-neveu de Michel-Ange) vers 1612. Cosimo, dernier des descendants de Michel-Ange, offrit l'édifice et les collections à la ville, et en 1859, un an après sa mort, le palais fut ouvert au public et transformé en musée.

## Œuvres de Michel-Ange exposées
- Madonna della scala
- La Bataille des Centaures et des Lapithes
- Modèle pour la façade de  San Lorenzo
- Divinités fluviales
- Due lottatori
- Modèle pour le véhicule de transport de la  piazza della Signoria à l'Accademia
- Dessins

## Lieu de tournage
En 2016, une équipe de l'émission Secrets d'Histoire a tourné plusieurs séquences au musée dans le cadre d'un numéro consacré à Michel-Ange, intitulé Les démons de Michel-Ange, diffusé le 13 juillet 2017 sur France 2.